# Белебеха Іван Олексійович
Іва́н Олексі́йович Белебе́ха (нар. 10 листопада 1930, с. Синиха, Куп'янський район, Харківська область — 22 січня 2015, м. Харків) — український письменник, вчений-економіст, бухгалтер, історик, громадський діяч, доктор економічних наук (1979), професор (1981).

## Життєпис
Белебеха І. О. народився 10 листопада 1930 року в селі Синиха Куп'янського району на Харківщині. 1946 року закінчив семирічну сільську школу. У 1949 р. закінчив Харківський обліково-кредитний технікум. У 1958 — Одеський кредитно-економічний інститут. Працював інспектором, ревізором, займав пізніше інші відповідальні посади. В період з 1953 по 1960 рік працював старшим інспектором Харківського обласного фінансового відділу. З 1960 по 1962 — головним бухгалтером радгоспу. З 1962 по 1964 рік навчався в аспірантурі Харківського сільгоспінституту. 1964 рік — захист кандидатської дисертації. 1979 рік — захист докторської дисертації.

## Наукова і викладацька діяльність
Доктор економічних наук, професор Белебеха І. О. тривалий час працював у різних навчальних закладах України та Росії.
- 1962—1966 — асистент, старший викладач Харківського сільськогосподарського інституту.
- 1966—1971 — завідувач кафедри бухгалтерського обліку і фінансів Курського сільськогосподарського інституту.
- 1971—1981 — доцент, професор, завідувач кафедри бухгалтерського обліку Тернопільського фінансово-економічного інституту.
- 1981—1984 — завідувач кафедри бухгалтерського обліку Дніпропетровського сільськогосподарського інституту.
- 1984—1988 — завідувач кафедри бухгалтерського обліку Сумського сільськогосподарського інституту.
- 1988—1998 — професор кафедри економіки, бізнесу та маркетингу Харківського національного технічного університету сільського господарства імені Петра Василенка.
- від 2000 — професор кафедри обліку та аудиту Харківського національного технічного університету сільського господарства імені Петра Василенка.

## Цікаві факти
Під час роботи у Тернополі був учителем і куратором групи колишнього Президента України Віктора Ющенка.
|  | Учився Віктор добре. Він був хорошим студентом і поводив себе підкреслено чемно. В студентські роки Ющенко був відомий не як комсомольський чи партійний діяч, а як профорг факультету. Він займався громадською роботою і не брав участі у якихось бійках, не допускав образливих висловлювань. В інституті навчалися хлопці й дівчата передовсім із Західної України, переважно з Тернопільської області. У цьому середовищі Віктор був східняк, але поводив себе так, що не викликав у колективі протистояння, неприязні до себе та не проявляв зверхності до інших. Він дуже скромно одягався – носив недорогі курточки (я б сказав нижче середнього рівня) і не виділявся заможністю поміж товаришів |

І. О. Белебеха про В. А. Ющенка

## Громадсько-політична діяльність
Белебеха І. О. ґрунтовно знав історію, літературу та культуру України. Він брав активну участь у громадсько-патріотичному житті країни, активно працював зі структурами Конгресу Українських Націоналістів. Белебеха І. О. був членом редакційної колегії газети-тижневика КУН «Нація і держава», опублікував ряд книг історико-патріотичного спрямування. Опублікував низку публіцистичних статей, книг та брошур на захист української державності та української нації.

## Основні праці

### Книги
1. Белебеха, І. Поразки та надії України [Текст] / І. Белебеха. — Х. : Прапор, 1996. — 366 с.
2. Белебеха, І. О. Безсмертна Україна [Текст] / І. О. Белебеха. — Х. : КримАрт, 2006. — 284 с.
3. Белебеха, І. О. Бухгалтерський облік на міжгосподарських підприємствах і в об'єднаннях [Текст]: навч. посіб. / І. О. Белебеха. — К. : Вища школа, 1984. — 264 с.
4. Белебеха, І. О. Бухгалтерський облік у сільськогосподарських підприємствах [Текст] / І. О. Белебеха, П. Т. Саблук. — К. : Вища школа, 1987. — 280 с.
5. Белебеха, І. О. ЕБМ у бухгалтерському обліку [Текст] / І. О. Белебеха, П. Й. Атамас. — К. : Урожай, 1990. — 176 с.
6. Белебеха, І. О. Ворожі гнізда в Україні [Текст] / І. О. Белебеха. — Х. : [б. в.], 2008. — 362 с.
7. Белебеха, І. О. Національна Україна [Текст] / І. О. Белебеха. — Харків: [б. в.], 2010. — 382 c.
8. Белебеха, І. О. Поразки та надії України [Текст] / І. О. Белебеха. — Х. : Прапор, 1996. — 366 с.
9. Белебеха, І. О. Світоглядні перлини Української Національної Ідеї [Текст] / І. О. Белебеха. — [2-ге вид.]. — Х. : [б. в.], 2012. — 160 с.
10. Белебеха, І. О. Україна і комунізм [Текст]: у 2-х кн. / І. О. Белебеха. — Х. : Березіль, 2000. — Кн. 1, ч. 1 — 2. — 502 с.
11. Белебеха, І. О. Україна і комунізм [Текст]: у 2-х кн. / І. О. Белебеха. — Х. : Факт, 2003. — Кн. 2, ч. 3 : Сталінізація України. — 607 с.
12. Белебеха, І. О. Україна: шлях до воскресіння [Текст] / І. О. Белебеха ; Міжрегіональна академія управління персоналом. — К. : МАУП, 2007. — 520 с.
13. Белебеха, І. О. Українська еліта [Текст] / І. О. Белебеха. — Х. : Березіль, 1999. — 346 с.
14. Белебеха, І. О. Честь України [Текст] / І. О. Белебеха. — Х. : Факт, 2001. — 296 с.
15. Духлій, В. О. Фінансування і кредитування сільськогосподарських підприємств [Текст]: навч. посіб. / В. О. Духлій, І. О. Белебеха, В. З. Синяк. — К. : Вища школа, 1985. — 239 с.

### Статті
1. Белебеха, І. Критерії діяльності фермерських господарств [Текст] / І. Белебеха // Наукові записки Тернопільського державного педагогічного університету імені В. Гнатюка. Серія: Економіка. — 2006. — № 20. — С. 215—217.
2. Белебеха, І. Українці у пеклі голодоморів [Текст] / І. Белебеха // Персонал. — 2005. — № 2. — С. 10-14.
3. Белебеха, І. О. Управління розвитком сільських територій на регіональному рівні [Текст] / І. О. Белебеха // Економіка АПК. — 2006. — № 11. — С. 118—124.
4. Кропивко, М. Ф. Особливості формування регіональних агропромислових кластерів [Текст] / М. Ф. Кропивко, Д. І. Мазоренко, І. О. Белебеха // Економіка АПК. — 2008. — № 10. — С. 7-15.

## Нагороди та відзнаки
- Заслужений працівник освіти України (2008)